# Poitevin (rasa psa)
Poitevin – rasa psa, należąca do grupy psów gończych, posokowców i ras pokrewnych, zaklasyfikowana do sekcji psów gończych. Znajduje się w podsekcji dużych psów gończych. Podlega próbom pracy.

## Rys historyczny
Został wyhodowany u schyłku XVII wieku w Haut-Poitou w południowo-zachodniej Francji, gdzie występowało bardzo dużo wilków. W 1692 roku markiz François de Larrye z Haut-Poitou otrzymał tuzin foxhoundów angielskich z hodowli Dauphin i skrzyżował je z miejscowymi psami. W efekcie powstały psy gończe sprawdzające się podczas  polowań na wilki – szybkie, inteligentne, odważne, obdarzone talentem tropicielskim i melodyjnym głosem. 
Populacja poitevina została zdziesiątkowana epidemią wścieklizny w 1842 roku. Pomimo późniejszych krzyżowań, rasa zachowała swe pierwotne zalety, które nawet zostały wzmocnione krwią foxhounda angielskiego.

## Wygląd
Poitevin jest bardzo podobny do foxhounda angielskiego, choć ma inne umaszczenie, a jego uszy są dłuższe i bardziej wiotkie. Sierść jest krótka, o umaszczeniu: trikolor z czerwonym siodłem, trikolor z dużymi czarnymi łatami, pomarańczowo-białe, borsucze.
Głowa jest długa, oczy duże i brązowe, uszy średniej szerokości. Bardzo głęboka jest klatka piersiowa. Grzbiet jest dobrze umięśniony i bardzo zwarty. Średniej długości, delikatny ogon.

## Zachowanie i charakter
Poitevin dobrze czuje się w sforze. Żyje około 12 lat.